# Sebastian Virdung
Sebastian Virdung fou un sacerdot i músic suís-alemany del segle xvi.
Fou sacerdot i organista a Amberg (Baviera). És conegut principalment per la seva important obra vers la història dels instruments:
- Musica getutscht und ausgezogen durch Sebastianum Virdung,
- Priesten vom Amberg, um alles Gesang aus den Noten in die Tabulaturen dieser bennanten dreye Instrumente der Orgeln, der Lauten und der Flöten transferieren zu lernen kürzlich gemacht, (impresa el 1511 i publicada en facsimil el 1882 per Breitkopf & Hartel, de Leipzig.
- Dos lieder, de Virdung es troben inclosos en l'obra de Schöffer, Teutsche Lieder mit 4 Stimmen, publicada el 1513.

## Galeria d'instruments estudiats per Virdung

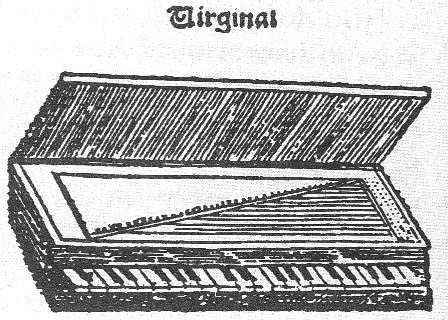
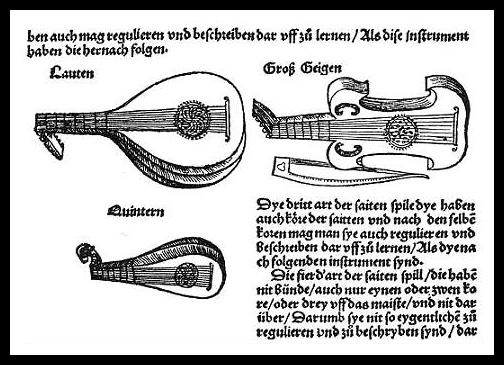
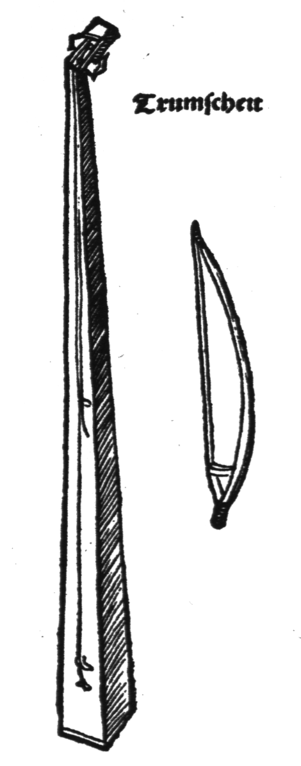
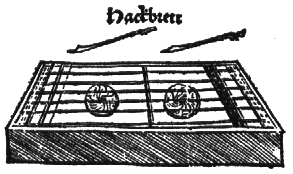
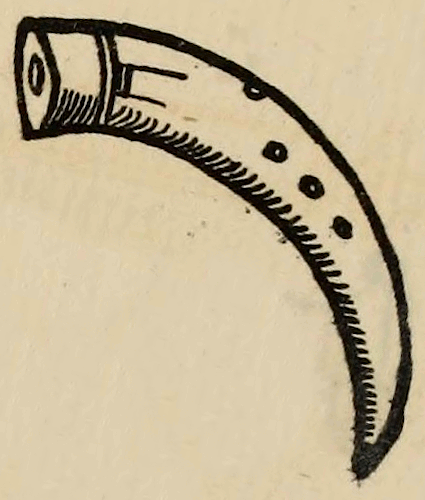
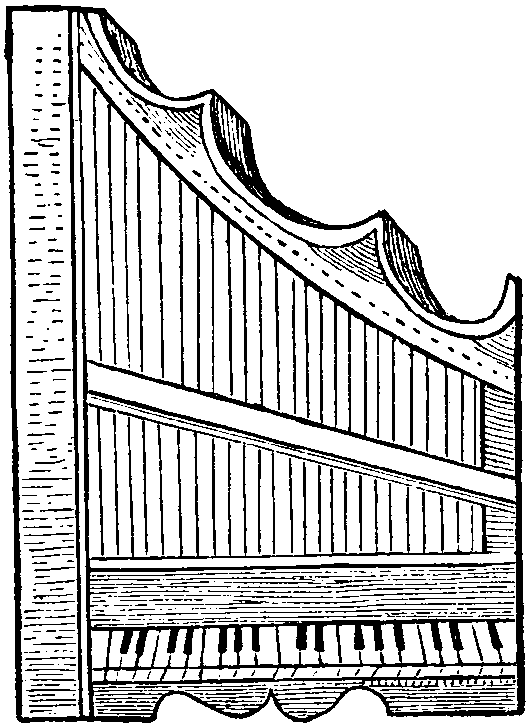
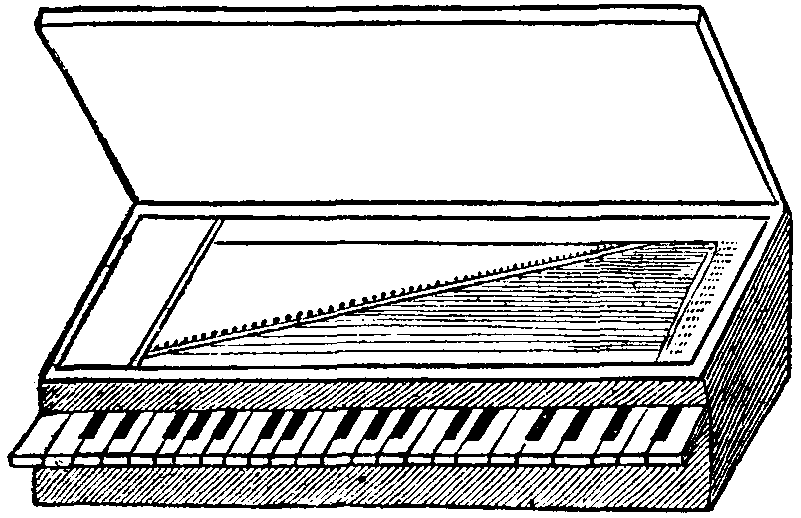
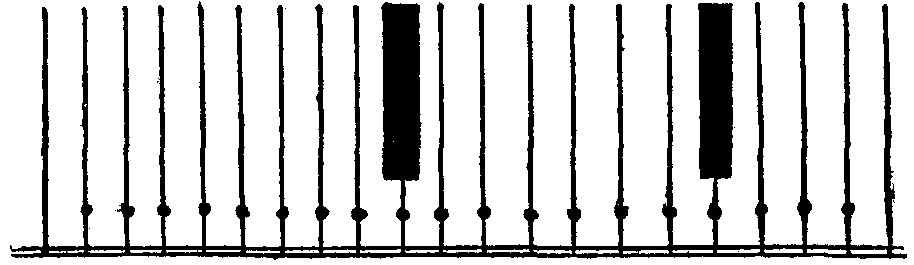